# Plesiomyzon baotingensis
Plesiomyzon baotingensis är en fiskart som beskrevs av Zheng och Chen, 1980. Plesiomyzon baotingensis ingår i släktet Plesiomyzon och familjen grönlingsfiskar. Inga underarter finns listade i Catalogue of Life.